# Villa Medici von Seravezza

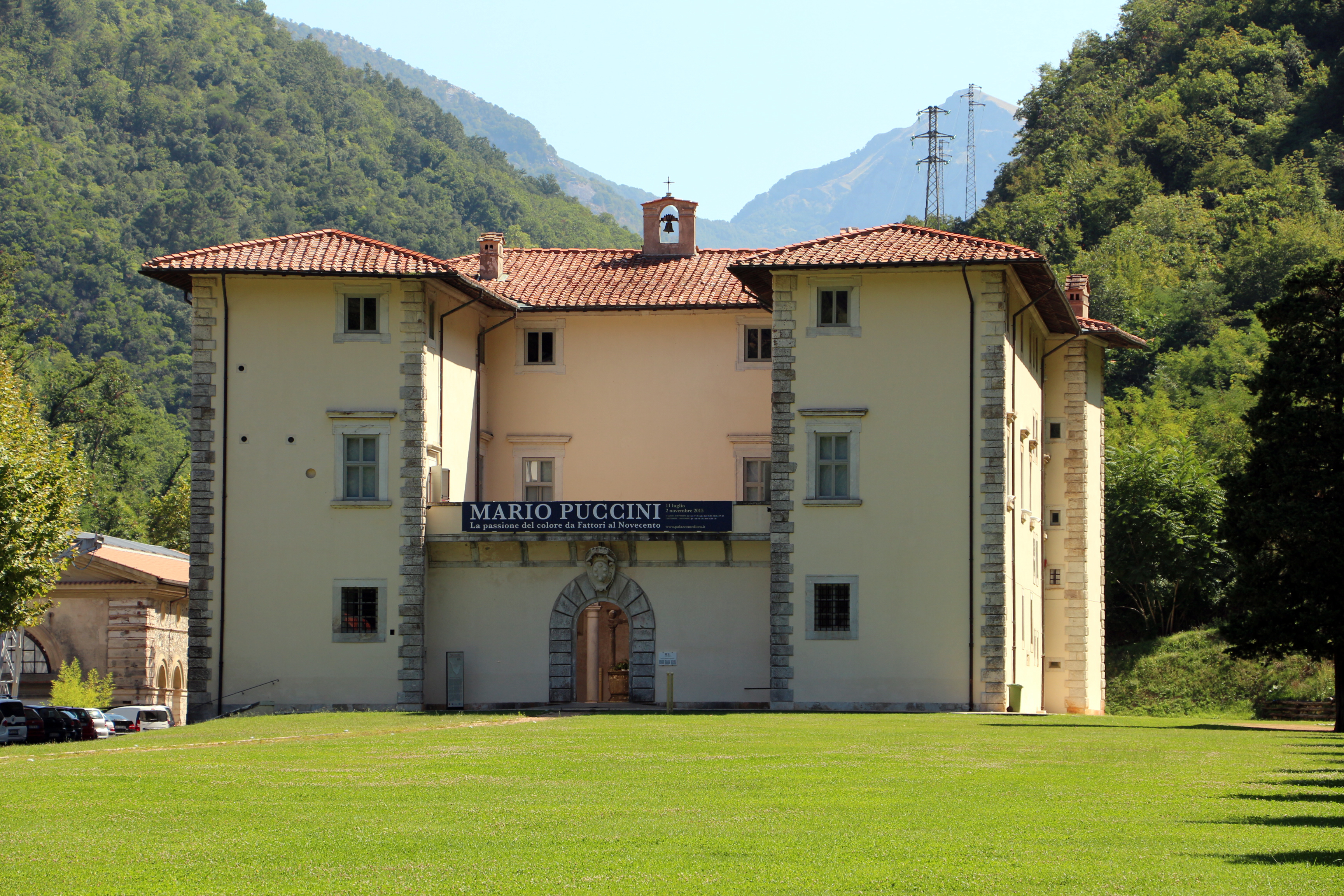
Villa Medici von Seravezza

Die Villa Medici von Seravezza liegt in Seravezza in der Provinz Lucca, Region Toskana, Italien.

## Geschichte

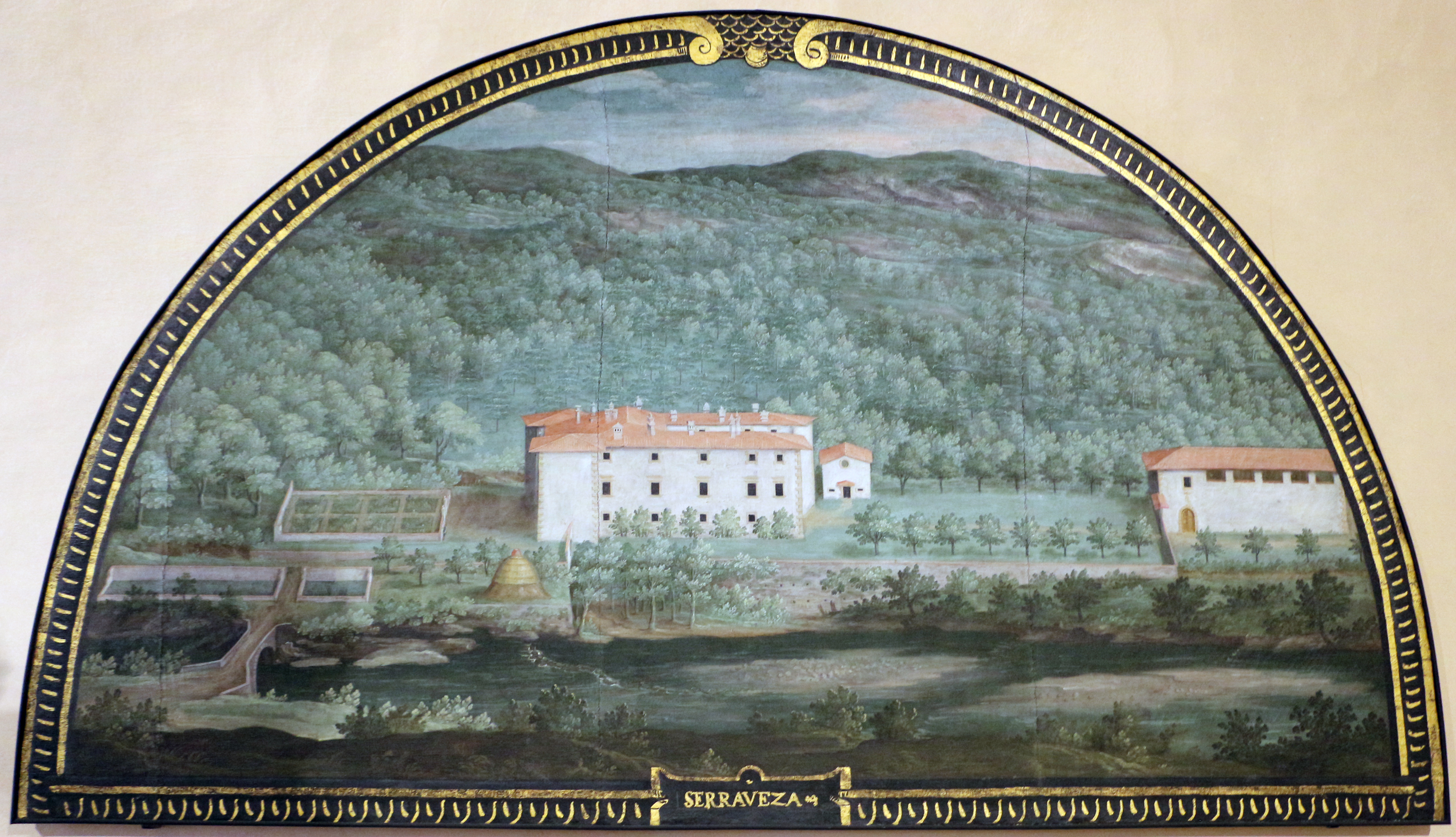
Giusto Utens: Die Villa Medici um 1600

Die Villa wurde unter Cosimo I. zwischen 1555 und 1564 errichtet. Als Architekt kommen sowohl Bartolomeo Ammanati als auch Bernardo Buontalenti in Frage. Ersterer stand zu dieser Zeit mit dem Umbau des Palazzo Pitti im Dienste der Medici, während die Ähnlichkeiten mit der Villa Artimino für Bernardo Buontalenti sprechen.
Das Gebiet um Forte dei Marmi war durch einen Schiedsspruch von Papst Leo X. im Jahre 1513 an Florenz gefallen. Cosimo I. brachte sofort die reichen Blei- und Silberminen sowie die Marmorsteinbrüche unter seine Kontrolle. Die Villa Seravezza diente dazu, diesen Anspruch abzusichern. 
So wie viele Medici-Villen kam auch Seravezza nach dem Tode des letzten Großherzogs der Toskana Gian Gastone 1737 an das Haus Lothringen. Heute wird sie von der Gemeinde Seravezza für Ausstellungen und Veranstaltungen genutzt und beherbergt das Museum Museo del Lavoro e delle Tradizioni Popolari della Versilia Storica und die Stadtbibliothek.

## Die Villa
Der schmucklose Bau besteht aus drei Flügeln, die einen Ehrenhof umschließen. Der Hof, in dessen Mitte sich ein Brunnen befindet, ist durch eine Mauer mit Haupttor abgeschlossen. Durch eine Säulenhalle erreicht man die Treppe, die zum piano nobile führt. An den Ecken des Bauwerks finden sich spitze Eckbastionen mit Kanten aus Bossenquadern. Etwas abseits steht eine einfache Kapelle. 
Vom ehemaligen Garten hat sich keine Spur erhalten.